# Commelina schomburgkiana
Commelina schomburgkiana là một loài thực vật có hoa trong họ Commelinaceae. Loài này được Klotzsch mô tả khoa học đầu tiên năm 1841.